# Михайловский район (Новосибирская область)
Михайловский район — административно-территориальная единица в составе Новониколаевской губернии, Сибирского и Западно-Сибирского краёв и Новосибирской области РСФСР, существовавшая в 1924—1963 годах.

## История
Михайловский район был образован 12 сентября 1924 года в составе Каинского уезда Ново-Николаевской губернии. Центром района было назначено село Михайловское. В 1926 году центр района был перенесён в Чумаково, но позднее снова возвращён в Михайловское.
9 декабря 1925 года район вошёл в состав Барабинского округа Сибирского края.
В 1930 году район перешёл в подчинение Западно-Сибирского края.
28 сентября 1937 года Михайловский район был отнесён к Новосибирской области.
В 1939 году центр района был вторично перенесён в село Чумаково.
В 1945 году в район входили 16 сельсоветов: Александровский, Андреевский, Ачеканский, Балманский, Владимировский, Дуплинский, Зоновский, Иткульский, Крещенский, Кульчинский, Михайловский, Ново-Дубровский, Ревунский, Урманский, Черномысинский, Чумаковский.
1 февраля 1963 года Михайловский район был упразднён, а его территория разделена между Каргатским и Куйбышевским районами.